# Herbig-Haro-Objekt

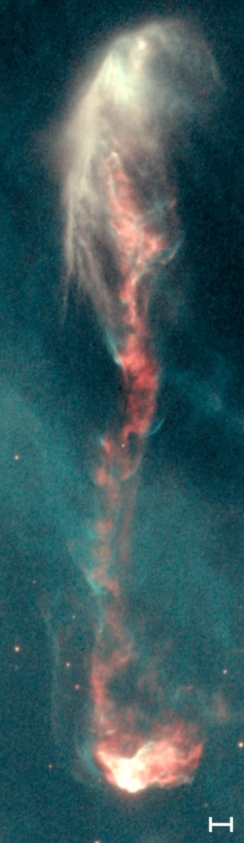
Herbig-Haro-Objekt HH47, beobachtet vom Hubble-Weltraumteleskop. Der rechts unten in Weiß gezeigte Maßstab entspricht 1000 Astronomischen Einheiten (1000 Mal der mittlere Abstand zwischen Sonne und Erde).

Herbig-Haro-Objekte (nach George Herbig und Guillermo Haro) sind kleine neblige Gebilde um junge Sterne. Sie entstehen, wenn vom Stern ausgestoßenes Gas auf Staubwolken trifft. In Regionen, in denen Sterne entstehen, sind Herbig-Haro-Objekte allgegenwärtig. Oft werden sie um einen einzelnen Stern gesehen, wo sie entlang seiner Rotationsachse ausgerichtet sind.
Herbig-Haro-Objekte sind mit einer Lebensdauer von bestenfalls ein paar tausend Jahren sehr kurzlebig. Sie können in sehr kurzer Zeit sichtbar werden, wenn sie sich schnell von ihrem Ursprungsstern weg in die Gaswolke im interstellaren Raum hineinbewegen (auch Interstellare Materie genannt). Das Hubble-Weltraumteleskop wies eine komplexe Entstehung der Herbig-Haro-Objekte in nur wenigen Jahren nach. In dieser kurzen Zeit hellten einige auf, als sie mit dem Material im interstellaren Medium kollidierten, während andere sich verdunkelten.
Herbig-Haro-Objekte wurden zuerst im späten 19. Jahrhundert von Sherburne Wesley Burnham beobachtet, aber bis in die 1940er Jahre als Emissionsnebel interpretiert. Die ersten Astronomen, die sie detaillierter untersuchten, waren Herbig und Haro. Unabhängig voneinander stellten sie fest, dass diese Objekte ein Teil des Prozesses der Sternentstehung sind.

## Entdeckung und Beobachtungsgeschichte
Das erste Herbig-Haro-Objekt wurde im 19. Jahrhundert von Burnham beobachtet. Als er den Stern T Tauri mit einem Fernrohr des Lick-Observatoriums beobachtete, fiel ihm ein kleines nebliges Gebilde in der Umgebung des Sterns auf. Es wurde als Emissionsnebel katalogisiert und erhielt später den Namen Burnhams Nebel. Es wurde herausgefunden, dass T Tauri ein sehr junger und veränderlicher Stern ist, der sich gerade in einem Gleichgewicht zwischen dem Kollaps durch sein eigenes Gewicht und der Energieerzeugung durch Nuklearfusion im Zentrum befindet. Solche Sterne werden zur Gruppe der T-Tauri-Sterne gezählt.
50 Jahre nach Burnhams Entdeckung wurden viele ähnliche Nebel entdeckt, die alle so klein sind, dass sie Erscheinungen innerhalb eines Sternensystems sein könnten. In den 1940er Jahren beobachteten Herbig und Haro unabhängig voneinander solche Objekte. Herbig beobachtete Burnhams Nebel und fand ein ungewöhnliches elektromagnetisches Spektrum mit Wasserstoff-, Schwefel- und Sauerstoff-Emissionslinien. Haro fand heraus, dass alle Objekte dieses Typs im infraroten Licht unsichtbar waren.

Entstehung von Herbig-Haro-Objekten

Nach ihren unabhängigen Entdeckungen trafen sich Herbig und Haro auf einer Astronomiekonferenz in Tucson (Arizona). Herbig hatte diesen Objekten wenig Aufmerksamkeit geschenkt, doch nachdem er von Haros Entdeckungen gehört hatte, änderte sich dies. Der sowjetische Astronom Wiktor Hambardsumjan gab den Objekten ihre Namen und fügte noch hinzu, dass sie wegen ihrer Häufigkeit bei jungen Sternen (ein paar hunderttausend Jahre alt) ein frühes Stadium bei der Bildung von T-Tauri-Sternen kennzeichnen.
Studien zeigten, dass Herbig-Haro-Objekte hochionisiert sind, und frühe Theoretiker spekulierten, dass sie schwach leuchtende heiße Sterne enthielten. Dies wurde jedoch durch die nicht vorhandene Infrarotstrahlung widerlegt. Danach wurde vermutet, dass sie Protosterne enthielten. Nach heutiger Meinung sind sie von jungen Sternen ausgestoßenes Material, das mit Überschall mit der interstellaren Materie kollidiert.
In den frühen 1980er Jahren zeigten Beobachtungen die jetähnliche Form der meisten Herbig-Haro-Objekte. Dadurch hatte man erkannt, dass das Material von ihnen in schmalen Jets konzentriert, also hoch kollimiert ist. Junge Sterne sind in ihren ersten hunderttausend Jahren oft von einer Akkretionsscheibe umgeben. Die schnelle Rotation der inneren Teile dieser Scheibe führt zur Emission schmaler, sich senkrecht von der Scheibe wegbewegender Polarjets aus teilweise ionisiertem Plasma. Wenn diese Jets mit der interstellaren Materie kollidieren, führt dies zu Gebilden aus hell strahlender Materie, die die Herbig-Haro-Objekte beinhalten.

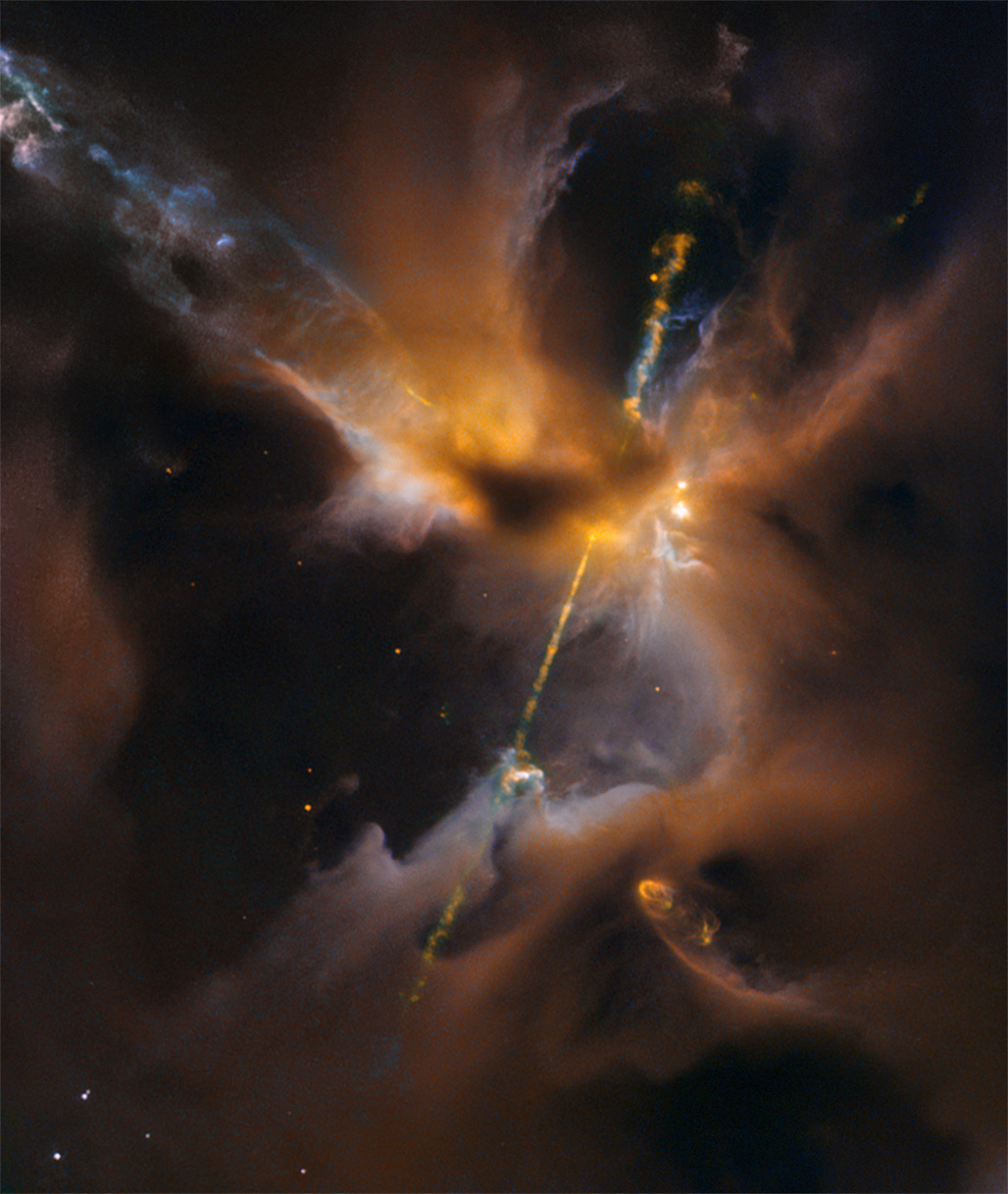
Diametrale Jets im HH 24…
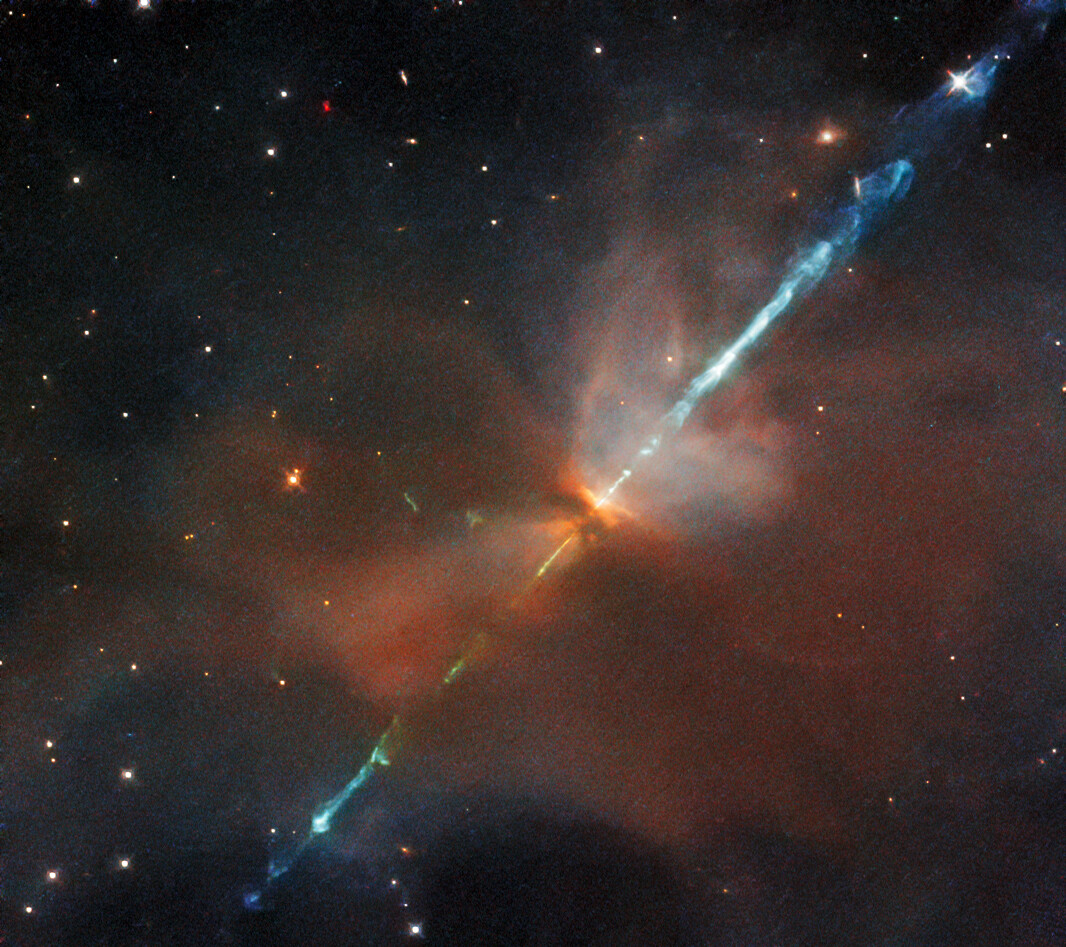
…und in HH 111, aufgenommen mit dem Hubble-Weltraumteleskop
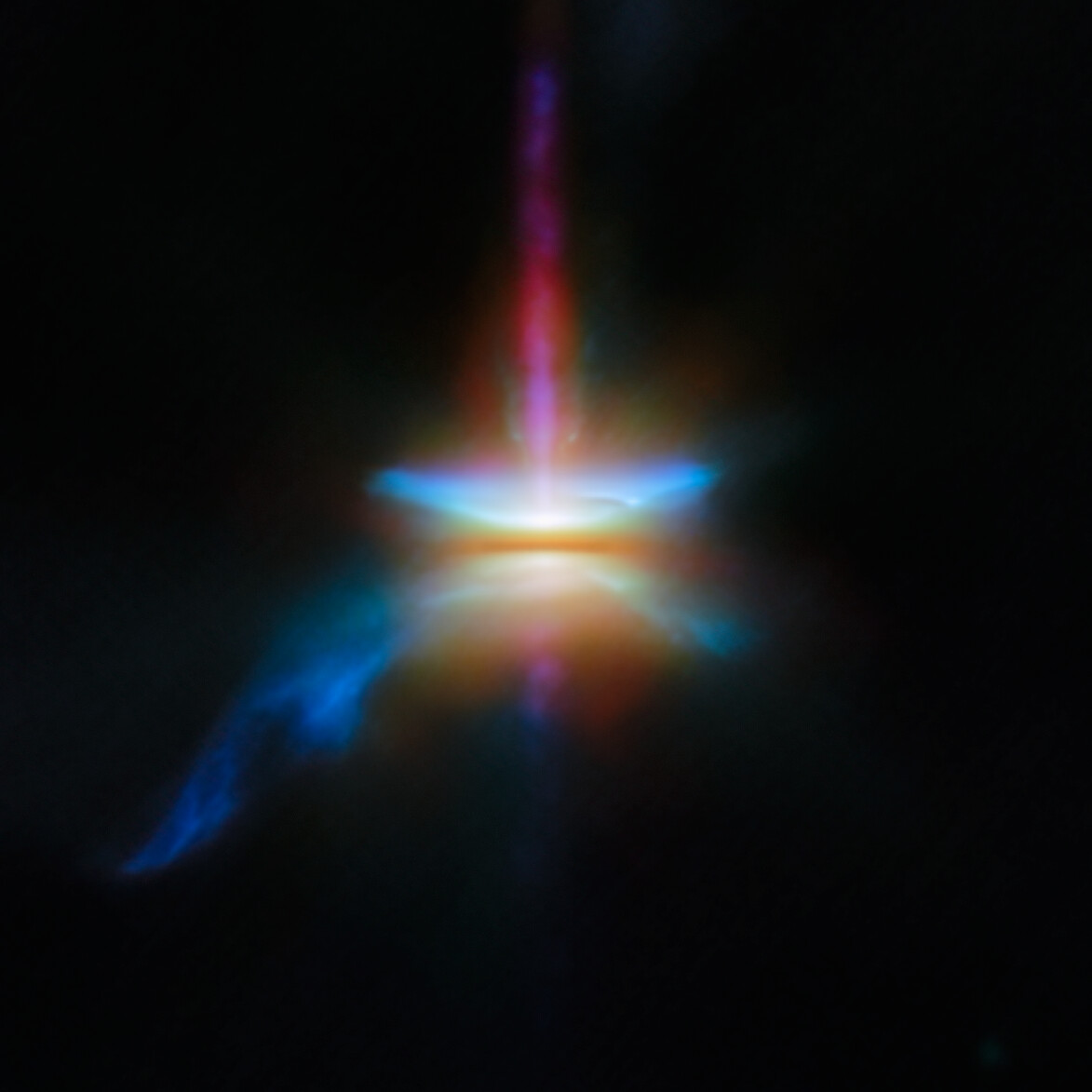
HH 30 aufgenommen mit dem James Webb-Weltraumteleskop
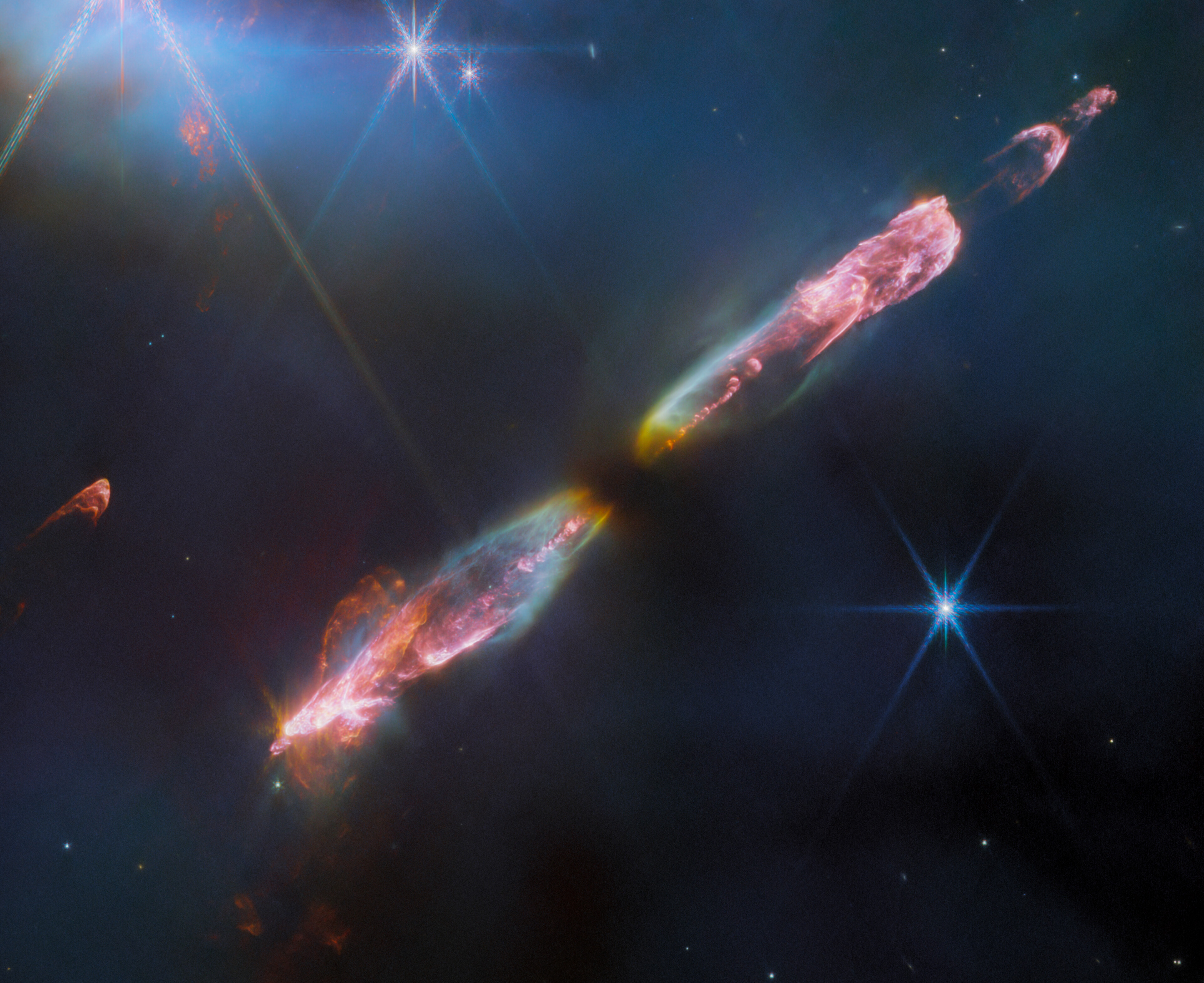
Jets in HH 211, aufgenommen mit dem James Webb-Weltraumteleskop
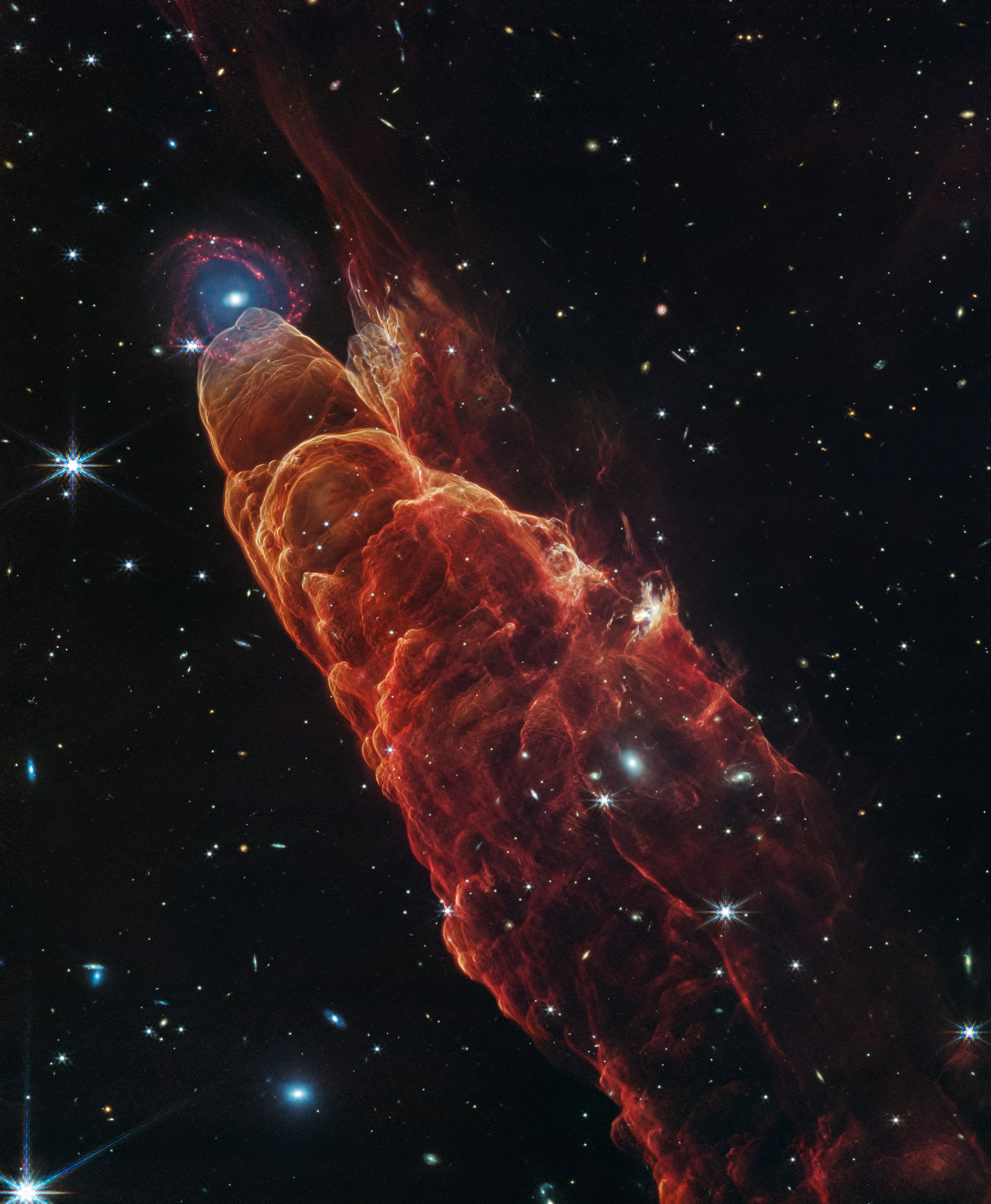
… und in HH 49/50

## Physikalische Eigenschaften
Die Emissionen von Herbig-Haro-Objekten entstehen durch Schockwellen, wenn sie mit der interstellaren Materie kollidieren. Jedoch sind ihre Bewegungen kompliziert. Durch spektroskopische Beobachtungen konnte mit Hilfe des Dopplereffekts ihre Geschwindigkeit von einigen hundert Kilometern pro Sekunde ermittelt werden. Jedoch sind die Emissionslinien im Spektrum zu schwach, als dass sie durch Kollisionen bei so hohen Geschwindigkeiten entstanden sein konnten. Dies bedeutet möglicherweise, dass sich auch etwas Material mit geringerer Geschwindigkeit nach außen bewegt und dann mit der interstellaren Materie kollidiert.
Die gemessene Temperatur in Herbig-Haro-Objekten beträgt meist 8.000–12.000 K und ist damit etwa so groß wie in anderen ionisierten Nebeln, H-II-Gebieten oder planetarischen Nebeln. Die Gesamtmasse, die von einem Stern abgestoßen wird, um ein Herbig-Haro-Objekt zu formen, ist mit 1 bis 20 Erdmassen sehr gering im Vergleich zur Gesamtmasse des Sterns. Herbig-Haro-Objekte haben mit einigen tausend bis einigen zehntausend Teilchen pro Kubikzentimeter eine sehr viel höhere Dichte als H-II-Gebiete oder planetarische Nebel mit meist weniger als 1.000 Teilchen/cm³. Sie bestehen hauptsächlich aus Wasserstoff (75 % Masseanteil) und Helium (25 % Masseanteil). Weniger als 1 % ihrer Masse nehmen schwerere chemische Elemente ein, was in etwa dem Anteil bei jungen Sternen entspricht.
In der Nähe seines Ursprungssterns sind 20–30 % eines Herbig-Haro-Objekts ionisiert, der Anteil verringert sich mit zunehmender Entfernung. Dies setzt voraus, dass das Material, das im Polarjet ionisiert wurde, sich danach wieder rekombiniert und danach durch spätere Kollisionen kaum erneut ionisiert wird. Durch die Kollision am Ende des Jets kann sich etwas Material erneut ionisieren, wodurch hier kleine helle „Kappen“ entstehen.

Die Infrarotaufnahme von HH 46/47 mithilfe des James-Webb-Weltraumteleskops zeigt die komplexe Struktur

## Anzahl und Verteilung
Heute sind über 400 individuelle Herbig-Haro-Objekte oder Gruppen von ihnen bekannt. Diese Zahl vergrößerte sich über die letzten Jahre rapide, ist aber immer noch viel geringer als die Zahl von 150.000, die man für unsere Galaxie schätzt. Man geht davon aus, dass die meisten von ihnen zu weit entfernt sind, um sie mit der heutigen Technologie beobachten zu können.
Herbig-Haro-Objekte sind allgegenwärtig in Sternengeburtsstätten wie in H-II-Gebieten und werden dort auch oft in großen Gruppen gefunden. Meist werden sie in der Nähe von Globulen (Dunkelnebel, die sehr junge Sterne beinhalten) beobachtet und gehen oft auch aus ihnen hervor. Häufig werden mehrere Herbig-Haro-Objekte um eine einzige Energiequelle beobachtet, entlang deren Polarachsen sie eine Kette bilden.
Die meisten Herbig-Haro-Objekte liegen innerhalb eines halben Parsecs von ihrem Ursprungsstern, nur wenige weiter als 1 pc entfernt und ein noch geringerer Anteil in einem Abstand von mehreren Parsec. Man nimmt an, dass in diesen Fällen das interstellare Medium eine sehr geringe Dichte besitzt, sodass die Herbig-Haro-Objekte sich weiter bewegen können, bevor sie vergehen.

## Eigenbewegung
Spektroskopische Beobachtungen von Herbig-Haro-Objekten zeigen, dass sie sich mit einer Geschwindigkeit von 100–1000 km/s wegbewegen. In den letzten Jahren wurde durch hochauflösende Aufnahmen des Hubble-Weltraumteleskops die Eigenbewegung der Herbig-Haro-Objekte über mehrere Jahre untersucht. Durch diese Beobachtungen konnte auch mit Hilfe der Parallaxe die Entfernung einiger dieser Objekte bestimmt werden.
Wenn sie sich von ihrem Ursprungsstern wegbewegen, entwickeln sie sich entscheidend. So variieren sie in ihrer Helligkeit innerhalb einiger Jahre. Einzelne Knoten in dem Objekt können aufhellen, verblassen oder ganz verschwinden, während neue entstehen. Weiterhin sind Wechselwirkungen mit dem intergalaktischen Medium und zwischen Jets unterschiedlicher Geschwindigkeiten ebenfalls ein Grund für Veränderungen.
Die Jets, die vom Ursprungsstern erzeugt werden, sind keine gleichmäßigen Ströme, sondern eher einzelne Eruptionen. Dadurch entstehen Jets, die sich zwar in die gleiche Richtung bewegen, aber mit unterschiedlicher Geschwindigkeit, was zu Zusammenstößen führt. Dadurch entstehen Schockwellen.

## Ursprungssterne
Die für die Entstehung von Herbig-Haro Objekten verantwortlichen Sterne sind immer sehr jung. Die jüngsten von ihnen sind immer noch Protosterne, die sich aus dem umliegenden Gas bilden. Astronomen teilen diese Sterne in die Klassen 0, I, II und III ein, je nach Menge der abgegebenen Infrarotstrahlung. Aus einer größeren Menge an Infrarotstrahlung schließt man auf eine größere Menge an kaltem Material um den Stern, da sich seine Materie immer noch zusammenzieht. Die Nummerierung entstand, weil Klasse-0-Objekte (die jüngsten) noch nicht entdeckt waren, als man die Klassen I, II und III bereits definiert hatte.
- Klasse-0-Objekte haben ein Alter von nur wenigen tausend Jahren. Sie sind so jung, dass in ihren Zentren noch nicht die Kernfusion eingesetzt hat. Ihre Energie erhalten sie stattdessen nur aus der durch die Gravitation bedingten potentiellen Energie, wenn Materie ins Innere fällt.
- Die Kernfusion beginnt mit Klasse-I-Objekten, aber auch bei ihnen fällt immer noch Gas und Staub auf die Oberfläche. Sie sind noch von einer dicken Staubschicht ummantelt, die kein sichtbares Licht hindurchlässt, man kann sie also nur mit Wellenlängen im Radio- oder Infrarot-Bereich beobachten.
- Bei Klasse-II-Objekten ist dann der Einfall von Gas und Staub weitgehend abgeschlossen, sie werden jedoch weiterhin von einer Scheibe aus Gas und Staub umschlossen.
- Von dieser Scheibe sind bei Klasse-III-Sternen nur noch Überreste zu finden.

Durch Untersuchungen hat man festgestellt, dass ungefähr 80 % der Sterne, bei denen man Herbig-Haro-Objekte gefunden hat, Doppel- oder Mehrfachsternensysteme sind. Aufgrund dieses sehr großen Anteils wird vermutet, dass bei Mehrfachsternensystemen wesentlich häufiger Jets entstehen, aus denen sich dann die Herbig-Haro-Objekte bilden. Ein Indiz dafür ist, dass die größten Objekte entstehen können, wenn Mehrfachsysteme zerfallen. Man geht nämlich davon aus, dass die meisten Sterne aus Mehrfachsystemen entstanden, dass jedoch die kleineren Stücke durch Gravitationseinflüsse zerrissen werden, bevor es zur Kernfusion kommt.